# Gefangenentransport

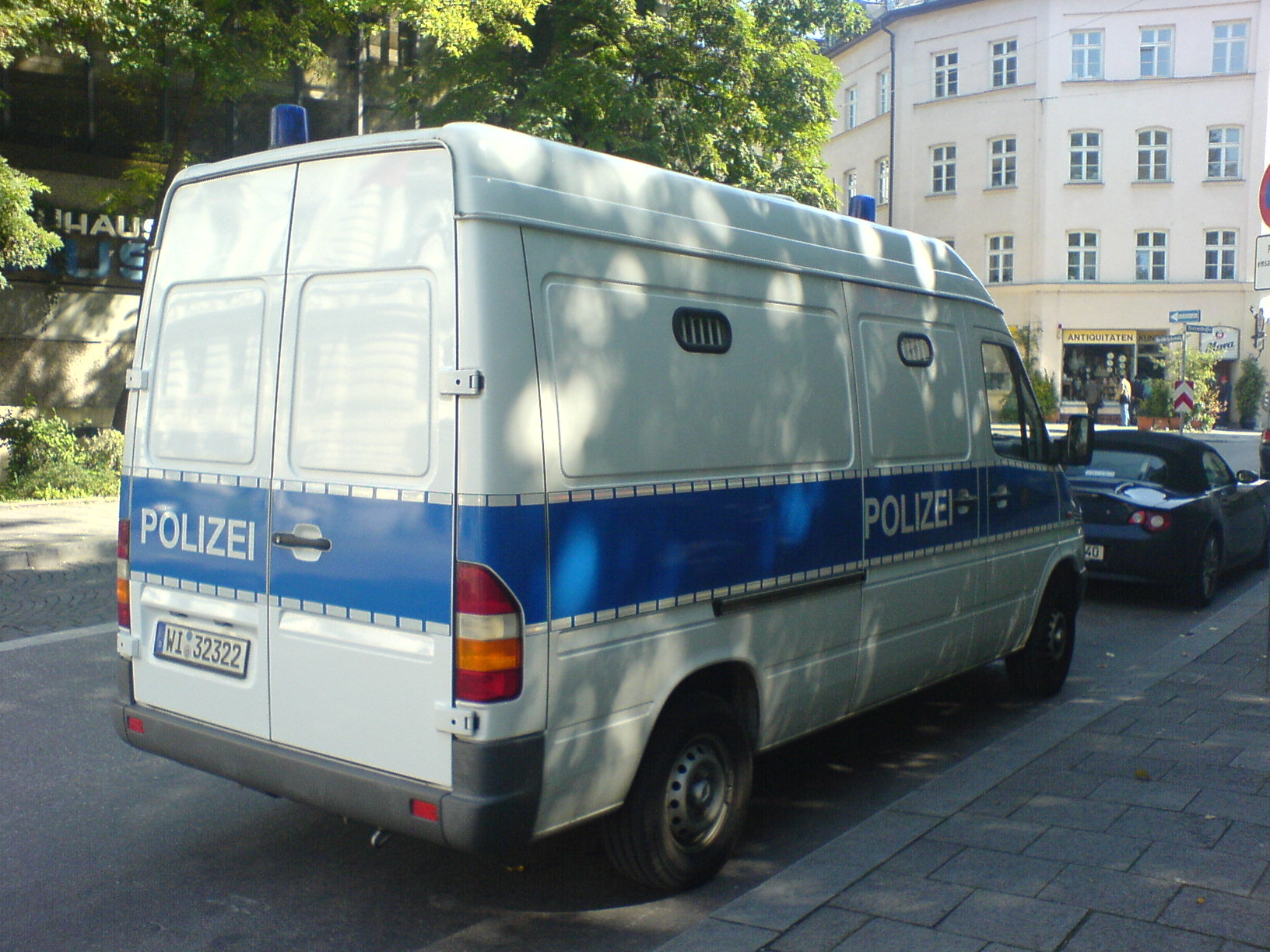
Gefangenenkraftwagen (GefKw) der Polizei Hessen

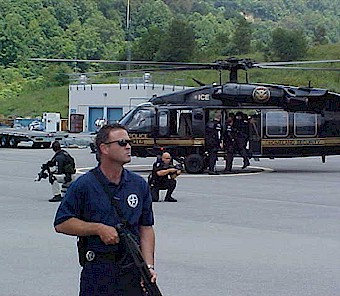
United States Marshals bei der Nahsicherung eines Gefangenentransportes der ICE

Gefangenentransport ist der Transport von Gefangenen und Arrestanten zu Lande, zu Wasser und in der Luft zum Zwecke einer Überstellung (Verschubung, Ausantwortung) in ein anderes Gefängnis oder Vorführung bei Gericht.
Angewandte Sicherheitsmaßnahmen zur Vermeidung einer Flucht sind unter anderem die Fesselung (mindestens mit Handschellen, oft aber in Kombination mit Fußfesseln) und die Bewachung des Gefangenen.

## Gründe
Dass ein Gefangener transportiert werden muss, ist recht häufig der Fall. Dieses Verschieben wird auch Schub genannt und betrifft nicht nur rechtsgültig verurteilte Straftäter, sondern eventuell auch Beschuldigte in Untersuchungshaft.
Die wichtigsten Gründe für einen Transport sind:
- Verlegung in ein anderes Gefängnis (z. B. vom Untersuchungs- in ein Vollzugsgefängnis)
- Vorführung vor ein Gericht
- Auslieferung an einen anderen Staat (z. B. nach Festnahme mit internationalem Haftbefehl)
- Abschiebung

## Situation in Deutschland
Durchführende sind Justizvollzugsbeamte oder Polizeivollzugsbeamte.
Es gilt seit 2002 bundesweit die Gefangenentransportvorschrift (GTV). Sie ist eine Vereinbarung der Landesjustizverwaltungen respektive des Bayerischen Staatsministeriums des Innern.

## Verwendete Transportmittel

### Straßenverkehr

#### Geschichte
Ab 1866 verwendete man in Preußen für den Gefangenentransport spezielle Pferdekutschen. Diese waren gegen Ausbruch gesichert und grün angestrichen, weshalb sie auch im Volksmund Grüne Minna (Minna ist eine Koseform von Wilhelmine) genannt wurden. Regional wurden auch die Bezeichnungen Grüner August (u. a. in Schwaben oder Hamburg) und Grüner Heinrich (z. B. in Österreich) verwendet. Dabei ist umstritten, ob mit „grün“ tatsächlich die Farbe der Gefangenentransporte gemeint war oder ob die Bezeichnung eine Ableitung des Rotwelschen „Greaner“ (Gauner) ist.

#### Straßentransport in Deutschland

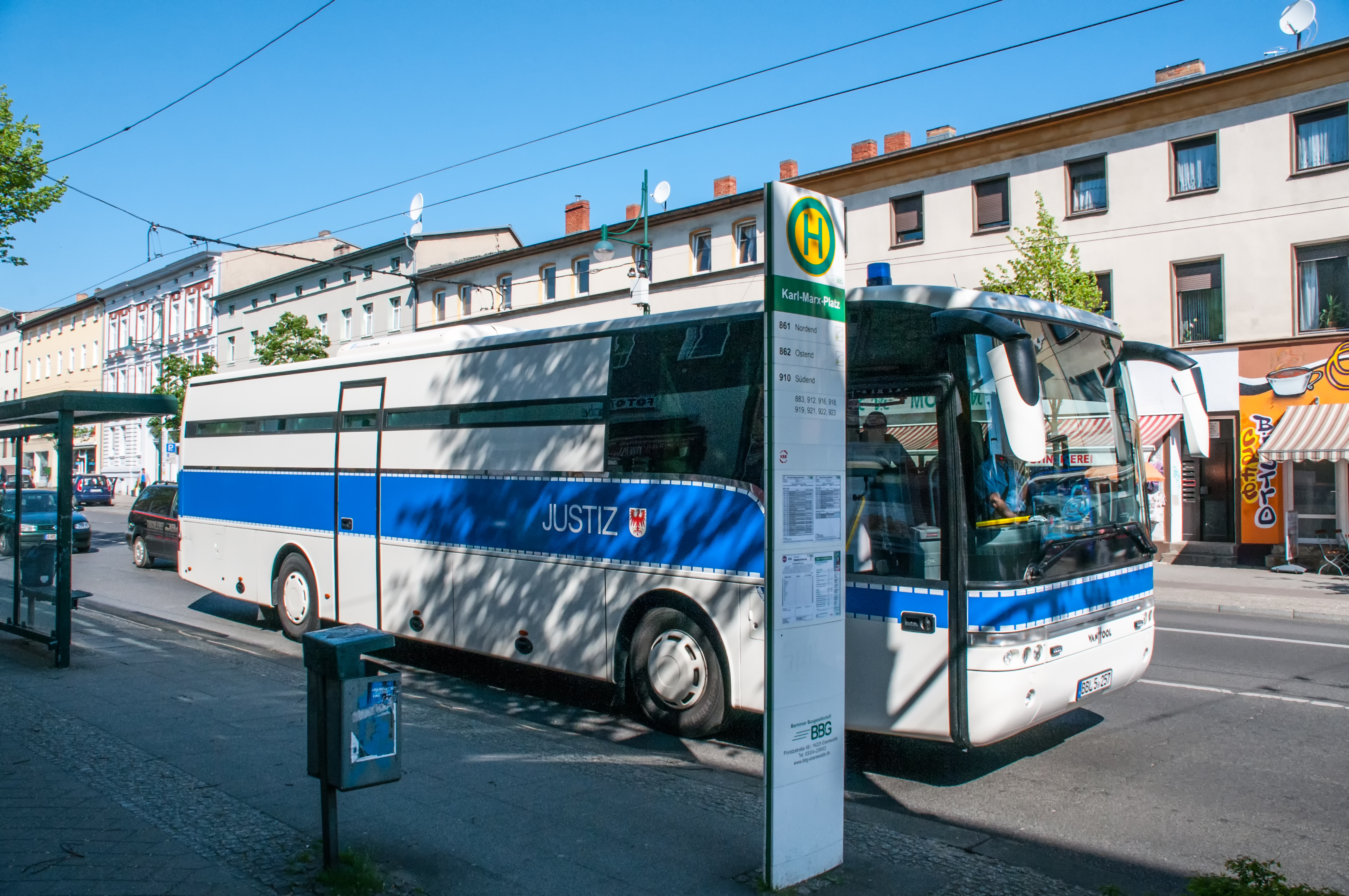
Justizbus in Deutschland

Für den Transport werden in Deutschland spezielle ausbruchssichere Fahrzeuge verwendet; es gibt unterschiedliche Größen, vom Kleinbus bis zum Reisebus. Kleinbusse sind mit einem Käfig ausgestattet, der maximal sechs Gefangenen Platz bietet. Die größeren sogenannten Schubbusse, auch Gefangenentransportomnibusse, kurz Gefängnisbusse oder einfach Umlaufbus genannt, hingegen haben mehrere abschließbare Transportzellen, teils für einen, zwei oder vier Gefangene. Die Mindestbesatzung an Vollzugsbeamten beträgt dort zwei, meistens sind es drei. Es gibt ein Netz von Schubbusverbindungen, die regelmäßig zwischen den Justizvollzugsanstalten pendeln. Da diese Busse auf festen Routen zwischen Haftanstalten fahren, ist es üblich, dass eine Umverlegung von Nordost nach Südwest für den Gefangenen eine mehrwöchige Reise darstellt.

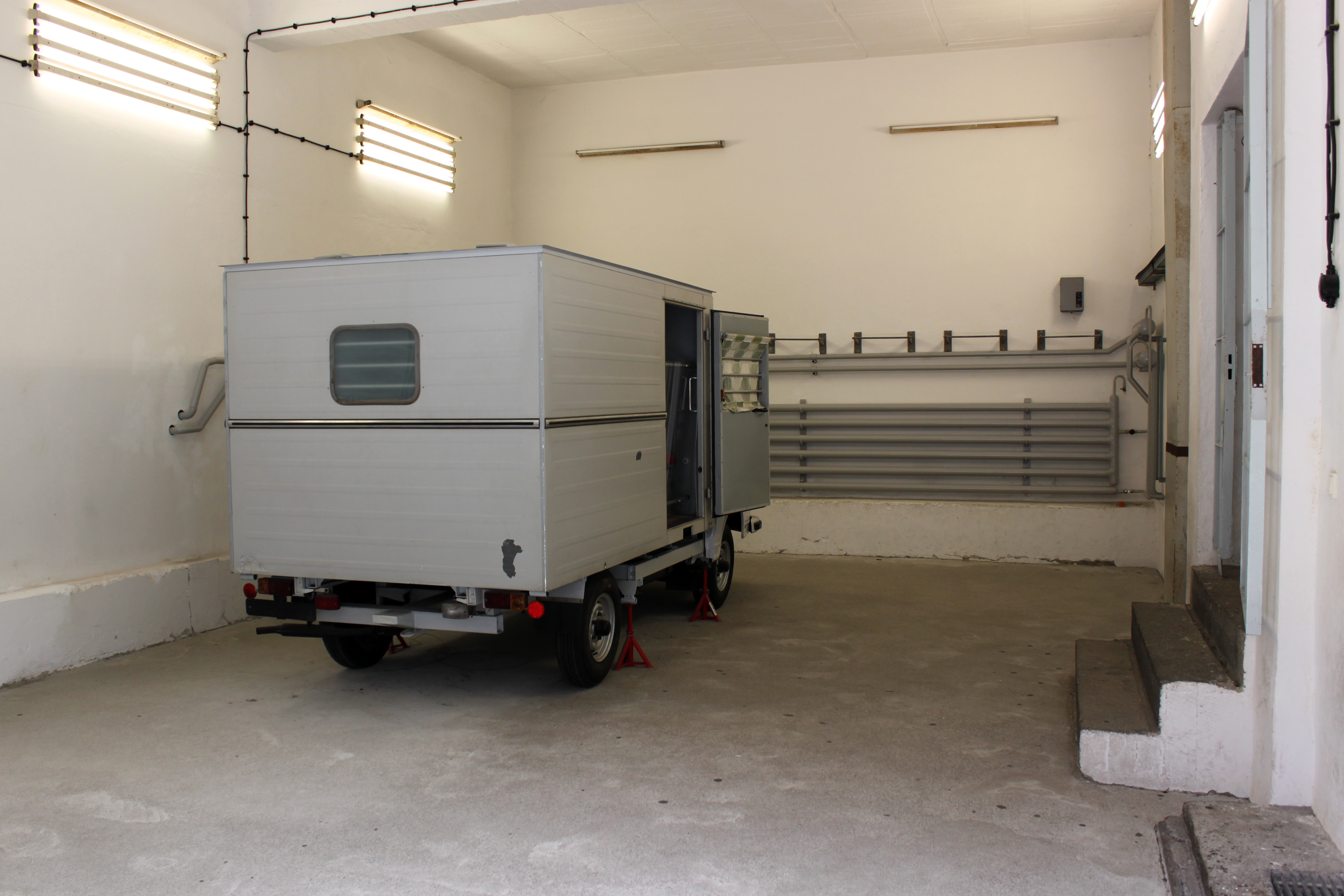
Barkas-Häftlingstransporter in der Gedenkstätte Berlin-Hohenschönhausen

In der DDR wurde neben Bussen auch umgebaute Kleintransporter vom Typ Barkas zum Gefangenentransport genutzt. Zwecks Standortverschleierung erreichten Häftlinge die Haftanstalten damals nur mit fensterlosen Häftlingstransportern über ebenfalls fensterlose Garagen oder Sichtschutzbauten. Beispielsweise diente das Gefängnis in der Magdalenenstraße in Berlin-Lichtenberg dem Ministerium für Staatssicherheit 1955 bis 1989 als Untersuchungshaftanstalt II für politische Gefangene, nachdem es 1945 bis 1955 in Verwendung des Sowjetischen Geheimdienstes gestanden hatte. Bis 1989 fanden in der Untersuchungshaftanstalt II auch die Besuchs- und Anwaltstermine aller Häftlinge der Untersuchungshaftanstalt I in Berlin-Hohenschönhausen statt, ebenso die Diplomatenbesuche für bundesdeutsche oder ausländische Häftlinge der Staatssicherheit, die in solchen Fällen aus allen Teilen der DDR per Häftlingstransporter in die  Untersuchungshaftanstalt II überführt wurden.

### Eisenbahn

#### Schweiz

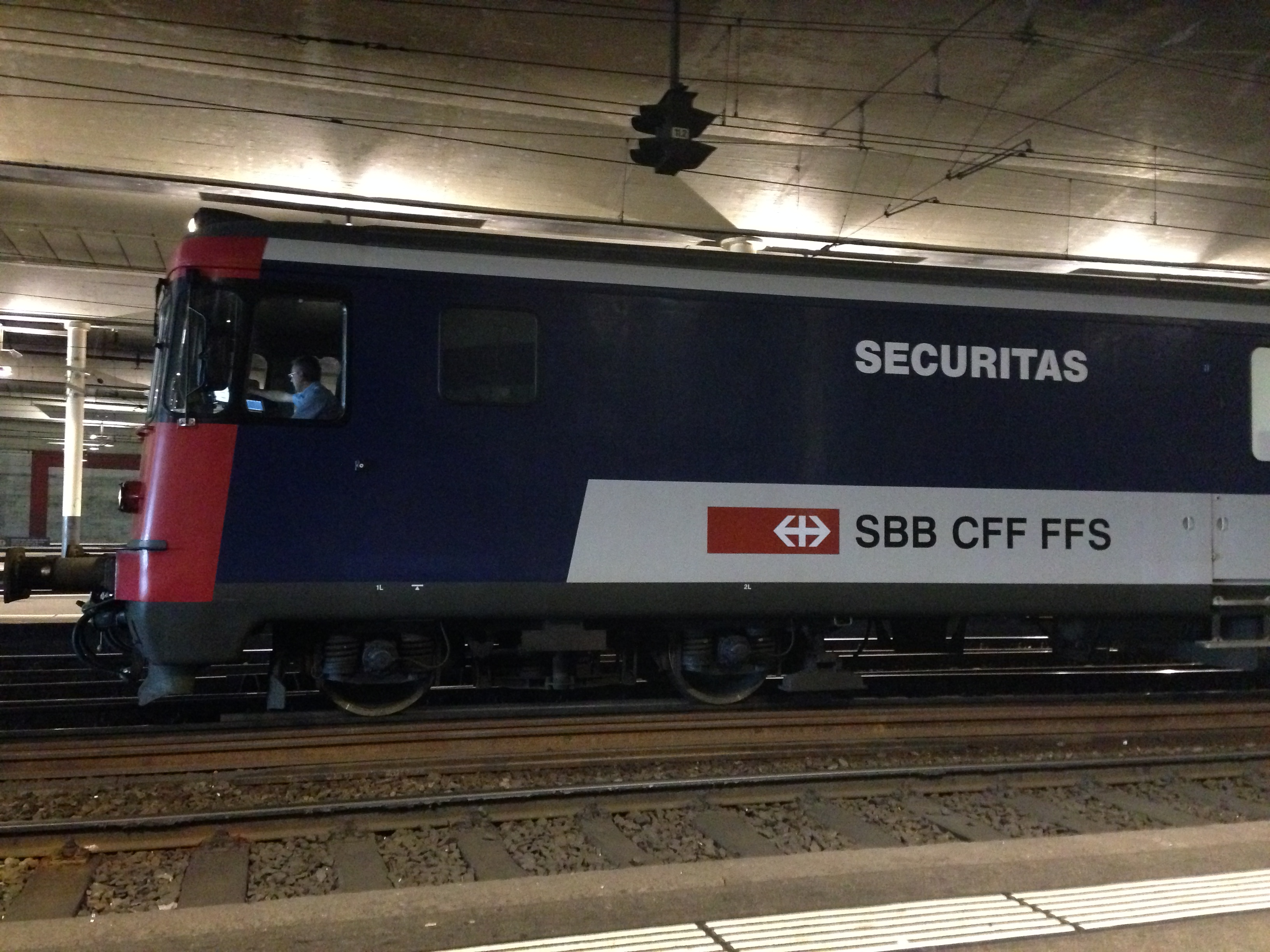
Jail Train der SBB im Bahnhof Bern.

Der Jail Train (Gefängniszug) ist ein spezieller Zug, der in der Schweiz fahrplanmäßig auf der Strecke Genf–Lausanne–Bern–Basel–Zürich verkehrt und damit die wichtigsten Städte anbindet. Dafür wurden zwei Steuerwagen mit Gepäckabteil den Anforderungen entsprechend umgebaut. Einer dieser Steuerwagen wird mit einer Re 4/4II (bis 2014 auch RBe 540) gekuppelt und verkehrt als Pendelzug. Die Züge werden durch die kantonalen Justizdirektionen für das Verschieben ungefährlicher Gefangener benutzt. Der Wagen selber wird von der Securitas AG bewacht. Gefährliche und gefährdete Personen werden mit Straßenfahrzeugen verschoben (mit und ohne Begleitschutzfahrzeuge).
Dieser Zug wurde eingeführt, da der Europäische Gerichtshof für Menschenrechte bemängelte, dass der früher übliche Transport in der Gefängniszelle des Gepäckwagens ohne Begleitung stattfand, das Umsteigen an den Bahnhöfen aus Gründen des Persönlichkeitsrechts fragwürdig und der gesamte Transport menschenunwürdig sei. Die Züge halten jetzt in den Bahnhöfen an Bahnsteigen, zu denen eine direkte Zufahrtsmöglichkeit für die Polizei besteht. Auch die Schweizerischen Bundesbahnen wünschten eine Änderung, weil in die auf der Hauptachse verkehrenden IC2000 und ICN keine Gefängniszellen mehr eingebaut werden sollten.

#### Finnland
In Finnland werden gesonderte Gefangenentransportwagen des Typs „Nom“ verwendet, die zu normalen Personenzügen gekuppelt werden.

#### Vereinigte Staaten
In den Vereinigten Staaten gab es bis in die Mitte des 20. Jahrhunderts ebenfalls Gefangenentransportzüge. Heute wird für die Verschiebung auf lange Distanzen der Luftweg bevorzugt.

#### Deutschland
Im Kaiserreich wurden erstmals Eisenbahnwagen für den Gefangenentransport eingesetzt. Dies belegen Kursbücher für diese spezielle Transportart. 
Nach 1945 nutzten beide deutsche Staaten sowohl Straßen- als Eisenbahntransportfahrzeuge dafür. So baute das Ausbesserungswerk Hannover-Leinhausen 1956 Zellenwagen für die Deutsche Bundesbahn. In der DDR gab es die Gefangenensammeltransportwagen der Deutschen Reichsbahn, umgangssprachlich Grotewohl-Express genannt. Der Hintergedanke war dabei die psychische Zermürbung der Häftlinge, die hierdurch nirgendwo dauerhafte soziale Bindungen zu anderen Strafgefangenen aufbauen konnten. Anders als die Deutsche Bundesbahn, die 1959 den Gefangenentransport per Bahn beendete, setzte die DDR bis 1990 auf dieses Transportmittel (zumeist eingesetzte Wagengattungen waren Z und Zm; GSTW). Im Jahr 1985 wurde im Leipziger Hauptbahnhof (nach Planungen der Transportpolizei und der Deutschen Reichsbahn) ein unterirdisches Gefängnis (mit 73 Sitz- und 16 Liegeplätzen ohne Tageslicht) in diesem wichtigen Umsteigepunkt für Gefangenentransporte errichtet. Pro Monat stiegen allein in Leipzig bis zu 1200 Häftlinge um.

#### Italien
In Italien erfolgte die Beförderung mit Gefangenentransportwagen der Ferrovie dello Stato Italiane.

#### Russland
In Russland erfolgte die Beförderung mit Stolypin-Waggons.

### Flugzeug

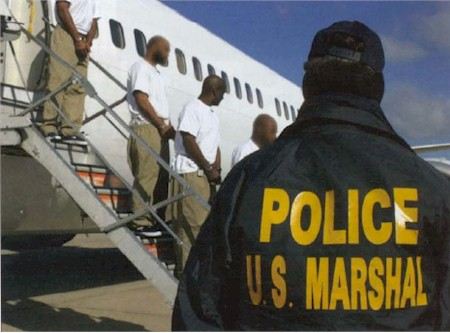
Begleitung eines Gefangenentransportes des JPATS durch United States Marshals

In Mitteleuropa wird standardmäßig per Flugzeug abgeschoben, ansonsten wird dieses Verkehrsmittel nur in sehr großen Ländern verwendet. In den Vereinigten Staaten gibt es seit 1995 für Gefangenentransporte die bundeseigene „Fluggesellschaft“ Justice Prisoner and Alien Transportation System (JPATS), die im Volksmund meist nur Con Air genannt wird.

### Wasserfahrzeuge

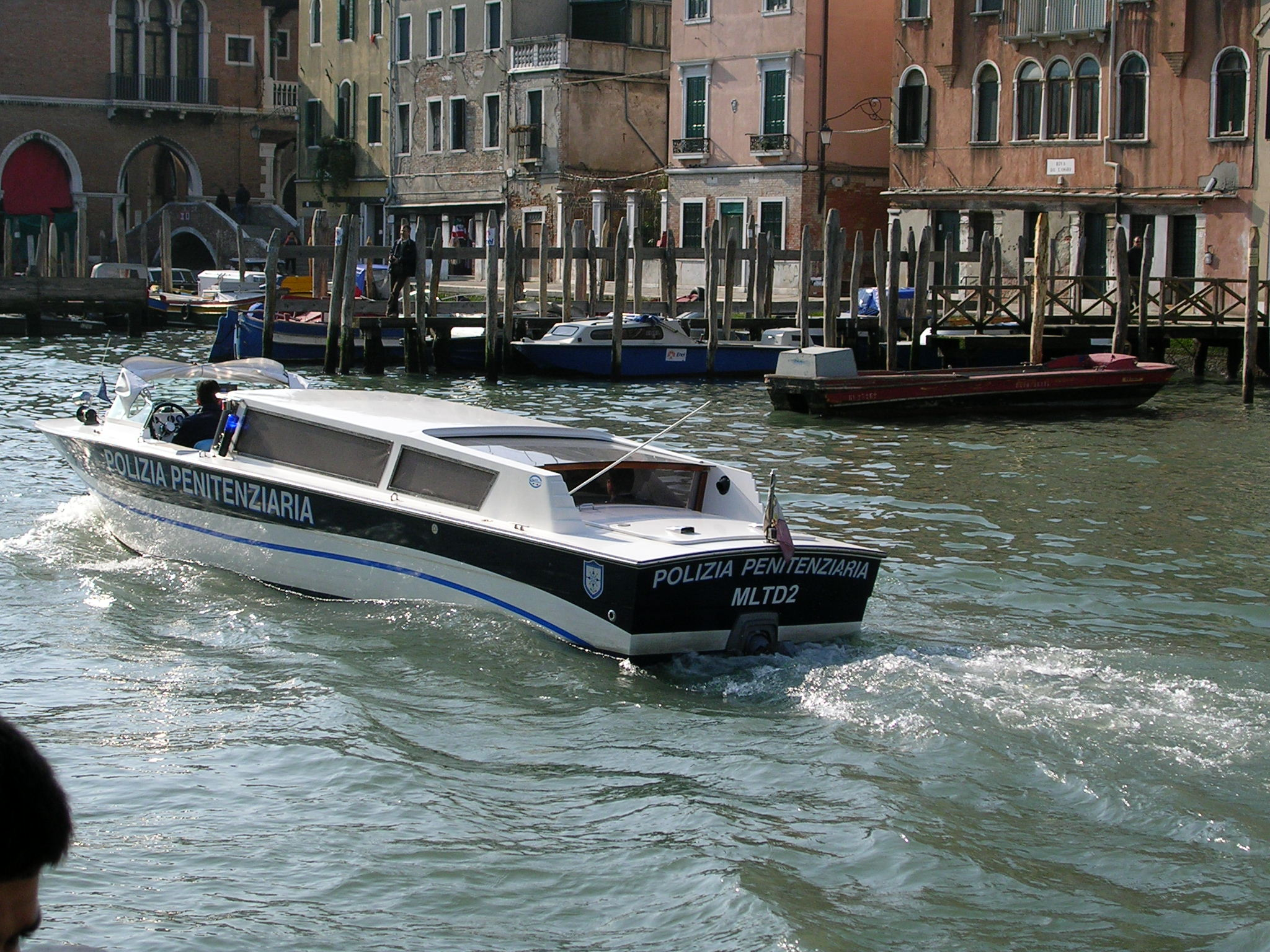
In Venedig verwendet die italienische Gefängnispolizei (Polizia Penitenziaria – Servizio Navale) für den Gefangenentransport mehrere Boote

Diese Möglichkeit des Gefangenentransportes wird heute nur noch in wenigen Regionen, wie Venedig, verwendet.

## Einzelbeleg
1. ↑  GTV beim niedersächsischen Vorschriften-Informationssystem LEXonline (lexonline.info)
2. ↑   Information der Berliner Polizei (Memento vom 30. November 2007 im Internet Archive)
3. ↑  Fassung des WDR-Beitrages zum Begriff „Grüne Minna“ (Memento vom 24. März 2005 im Internet Archive)
4. 1 2  Halbrock, Stasi-Stadt, S. 61–64.
5. ↑  TV-Bericht des SRF zum Jail Train
6. 1 2  Kill, Kopper, Peters: Die Deutsche Reichsbahn und der Strafvollzug in der DDR. Klartext, Essen 2016.
7. ↑  Grotewohl-Express (Memento vom 19. August 2017 im Internet Archive)